# Бозартма
Бозартма (азерб. Bozartma) — широко распространённое у азербайджанцев блюдо.
Бозартму в основном готовят из баранины, иногда говядины. Старинным вариантом блюда является чабан-бозартма (азерб. çoban bozartması), которую готовят из мяса молочных ягнят или других молодых ягнят.
Бозартма также получила распространение среди соседних народов.

## Готовка
Порубленное крупными кусками жирное мясо выкладывается в казан и заливается небольшим количеством воды. Мясо готовится в казане с закрытой крышкой до отхода воды, и когда оно близится к готовому состоянию, в казан добавляется соль и нарезанный лук. Для придания вкуса, в некоторых районах Азербайджана бозартма подаётся с катыком с чесноком.